# Marisol Nichols
Marisol Nichols (* 2. listopadu 1973, Rogers Park, Chicago, Illinois, Spojené státy americké) je americká herečka, která se proslavila rolí speciální agentky Nadii Yassirové v šesté řadě seriálu 24 hodin.

## Životopis
Narodila se v sousedství Rogers Park v Chicagu v Illinois. Její otec má maďarské a rumunské předky (nikdy se s ním nesetkala) a její matka Maria pochází z Texasu a má španělské a mexické kořeny. Vyrostla v Naperville v Illinois. Je nejstarší ze tří sourozenců. Má dva mladší bratry.

## Kariéra
V roce 1996 si zahrála v seriálech Směr jih a Beverly Hills 90210. V roce 1997 si poprvé zahrála ve filmu Bláznivá dovolená v Las Vegas. Vedlejší role si zahrála například ve snímcích Vřískot 2, Trhák pana Bowfingera, Tři jsou víc než dva a Poslední mejdan. Zahrála si v seriálech Přátelé, Čarodějky, Plastická chirurgie s. r. o. a Odložené případy. V roce 2006 si zahrála ve filmu Agent v sukni 2. V roce 2007 byla obsazena do role speciální agentky Nadii Yassirové v seriálu 24 hodin. Za roli byla dvakrát nominovaná na cenu ALMA Awards. V roce 2010 hrála Sarah Monahanovou v kriminálním dramatu Za branou. Zahrála si v hudebním videu Kristin Chenowethové k písničce „I Want Somebody (Bitch About)“. V roce 2012 hrála v seriálu stanice ABC G.C.B.. V roce 2015 si zahrála vedlejší roli v seriálu Teen Wolf. V roce 2016 získala jednu z hlavních rolí v seriálu stanice The CW Riverdale.

## Osobní život
Provdala se 13. dubna 2008 za režiséra a kameramana Tarona Lextona; jejich dcera Rain India Lexton se narodila 30. září 2008. V roce 2018 se rozvedli.

## Filmografie

### Film
| Rok  | Název                          | Role                      | Poznámky                                            |
| ---- | ------------------------------ | ------------------------- | --------------------------------------------------- |
| 1997 | Bláznivá dovolená v Las Vegas  | Audrey Griswold           |                                                     |
| 1997 | Vřískot 2                      | Dawnie                    |                                                     |
| 1997 | Friends 'Til the End           | Alison                    |                                                     |
| 1998 | Poslední mejdan                | Groupie                   |                                                     |
| 1998 | Maffiósso                      | Carla                     |                                                     |
| 1999 | Tři jsou víc než dva           | Lucia                     |                                                     |
| 1999 | Trhák pana Bowfingera          | Mladá herečka na konkurzu |                                                     |
| 2000 | The Princess & the Barrio Boy  | Sirena Garcia             |                                                     |
| 2001 | Princezna a námořník           | Meriam Al Khalifa         | nominace – ALMA Awards v kategorii nejlepší herečka |
| 2001 | Laud Weiner                    | Laudova asistentka        |                                                     |
| 2003 | The Road Home                  | Stephanie                 |                                                     |
| 2004 | Národní bezpečnost             | agentka Jane Fulbar       |                                                     |
| 2006 | Agent v sukni 2                | Liliana Morales           |                                                     |
| 2007 | Delta fór                      | Maria                     |                                                     |
| 2008 | Struck                         | Jamie                     |                                                     |
| 2008 | Zločinec                       | Laura Porter              |                                                     |
| 2021 | Spirála strachu: Saw pokračuje | kapitánka Angie Garza     |                                                     |

### Televize
| Rok             | Název                                     | Role                                      | Poznámky                                                                                          |
| --------------- | ----------------------------------------- | ----------------------------------------- | ------------------------------------------------------------------------------------------------- |
| 1996            | My Guys                                   | Angela                                    | televizní pilot                                                                                   |
| 1996            | Směr jih                                  | Melissa                                   | díl: „Some Like It Red“                                                                           |
| 1996            | Beverly Hills 90210                       | Wendy Stevens                             | díl: „Ray of Hope“                                                                                |
| 1997            | Pohotovost                                | Angie                                     | díl: „The Long Way Around“                                                                        |
| 1997            | Diagnóza vražda                           | Sally Tremont                             | díl: „Malibu Fire“                                                                                |
| 1998            | Cybill                                    | Dívka v knihkupectví                      | díl: „Fine Is Not a Feeling“                                                                      |
| 1999            | Nebe, peklo, ráj                          | Lauren                                    | díl: „The First Girlfriend's Club“                                                                |
| 1999            | Boy Meets World                           | Kelly                                     |                                                                                                   |
| 2000            | Malcolm & Eddie                           | Kelly                                     | díl: „Swooped“                                                                                    |
| 2000–02         | Resurrection Blvd.                        | Victoria Santiago                         | 53 dílů                                                                                           |
| 2002            | Alias                                     | Rebecca Martinez                          | díl: „Dead Drop“                                                                                  |
| 2002            | Zóna soumraku                             | seržantka Joanne Yarrow                   | díl: „Hunted“                                                                                     |
| 2003            | Strážkyně zákona                          | Rochelle                                  | díl: „Murder.com“                                                                                 |
| 2003            | Přátelé                                   | Olivia                                    | díl: „The One with Rachel's Dream“                                                                |
| 2003            | Kriminálka Las Vegas                      | Jane                                      | díl: „All for Our Country“                                                                        |
| 2003            | Zákon a pořádek: Útvar pro zvláštní oběti | Bettina Amador                            | díl: „Mother“                                                                                     |
| 2003            | Plastická chirurgie s. r. o.              | Antonia Ramos                             | díl: „Antonia Ramos“                                                                              |
| 2003            | Čarodějky                                 | (Budoucnost) Bianca (čarodějnice Phoenix) | díl: „Chris-Crossed"                                                                              |
| 2004            | Odložené případy                          | Elisa                                     | 6 dílů                                                                                            |
| 2005            | Slepá justice                             | detektiv Karen Bettancourt                | 13 dílů                                                                                           |
| 2006            | Po právu                                  | Sonya Quintano                            | 12 dílů                                                                                           |
| 2007            | 24 hodin                                  | Nadia Yassir                              | 24 dílů nominace – ALMA Awards v kategorii nejlepší herečka v TV filmu nebo minisérii (2007–2008) |
| 2009            | Na doživotí                               | Whitney 'Plum' Paxman                     | díl: „Initiative 38“                                                                              |
| 2009            | Ničivá bouře                              | detektiv Devon Williams                   | minisérie                                                                                         |
| 2010            | Za branou                                 | Sarah Monohan                             | 13 dílů                                                                                           |
| 2010            | Námořní vyšetřovací služba L.A.           | Tracy Keller                              | díl: „Stand-off“                                                                                  |
| 2012            | G.C.B.                                    | Heather Cruz                              | 10 dílů                                                                                           |
| 2012            | Private Practice                          | Lily Reilly                               | 1 díl                                                                                             |
| 2014–15         | Námořní vyšetřovací služba                | speciální agentka Zoe Keats               | 3 díly                                                                                            |
| 2015–současnost | Vlčí mládě                                | Pouštní vlčice                            | vedlejší role                                                                                     |
| 2015–16         | Myšlenky zločince                         | agentka Natalie Colfax                    | 2 díly                                                                                            |
| 2017–23         | Riverdale                                 | Hermione Lodge                            |                                                                                                   |